# Urakam
Urakam es una ciudad censal situada en el distrito de Malappuram en el estado de Kerala (India). Su población es de 29157 habitantes (2011). Se encuentra a 7 km de Malappuram y a 37 km de Kozhikode.

## Demografía
Según el censo de 2011 la población de Urakam era de 29157 habitantes, de los cuales 13915 eran hombres y 15242 eran mujeres. Urakam tiene una tasa media de alfabetización del 93,59%, inferior a la media estatal del 94%. la alfabetización masculina es del 95,63%, y la alfabetización femenina del 91,78%.